# کالج مگدالن، آکسفورد
کالج مگدالن، آکسفورد (انگلیسی: Magdalen College, Oxford) یکی از کالج‌های دانشگاه آکسفورد انگلستان است. مگدالن یکی از ثروتمندترین کالج‌های آکسفورد است که موقوفه مالی آن تا سال ۲۰۱۴ به مبلغ ۱۸۰٫۸ میلیون پوند برآورد شده‌است.

## نگارخانه

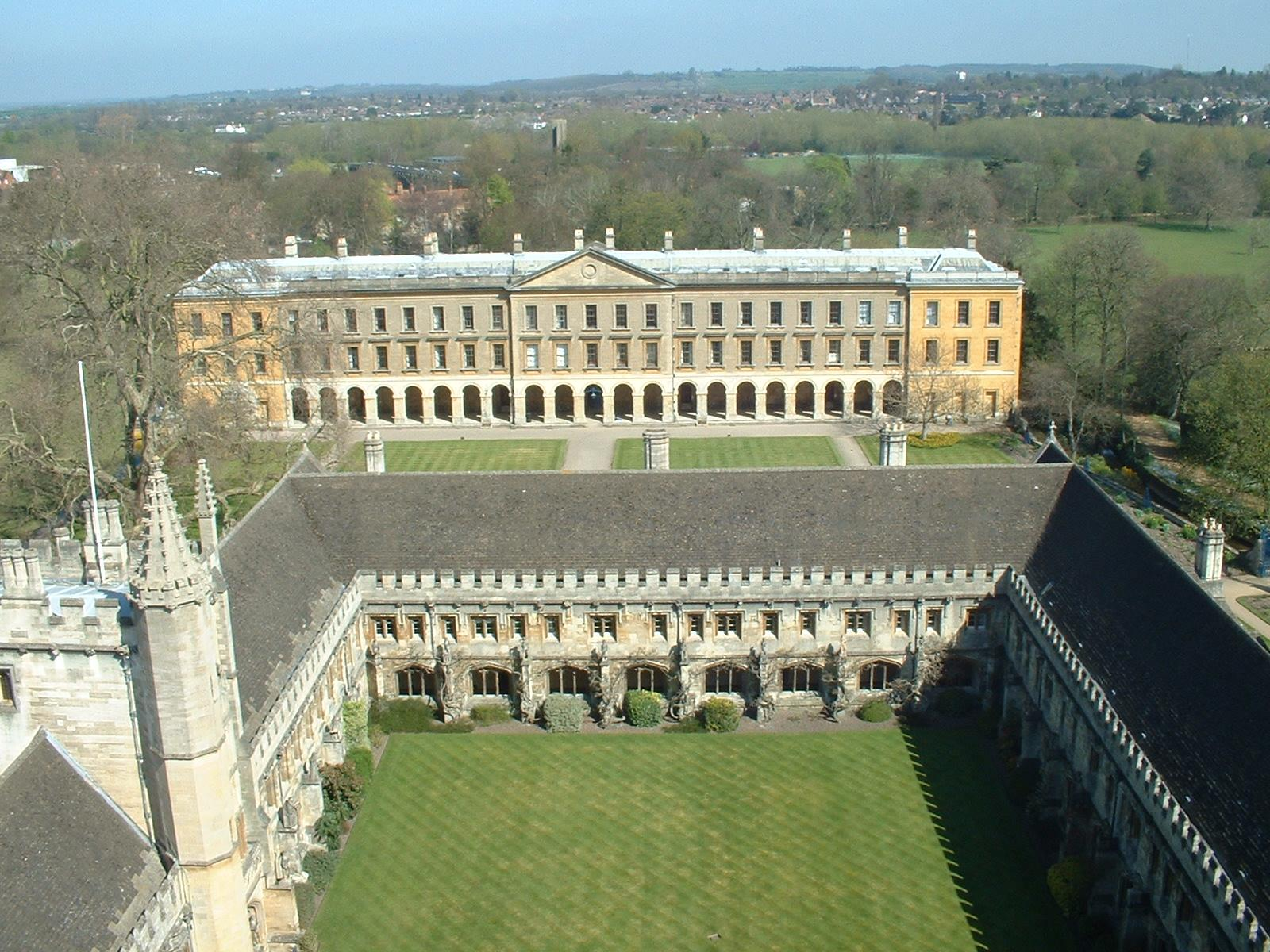
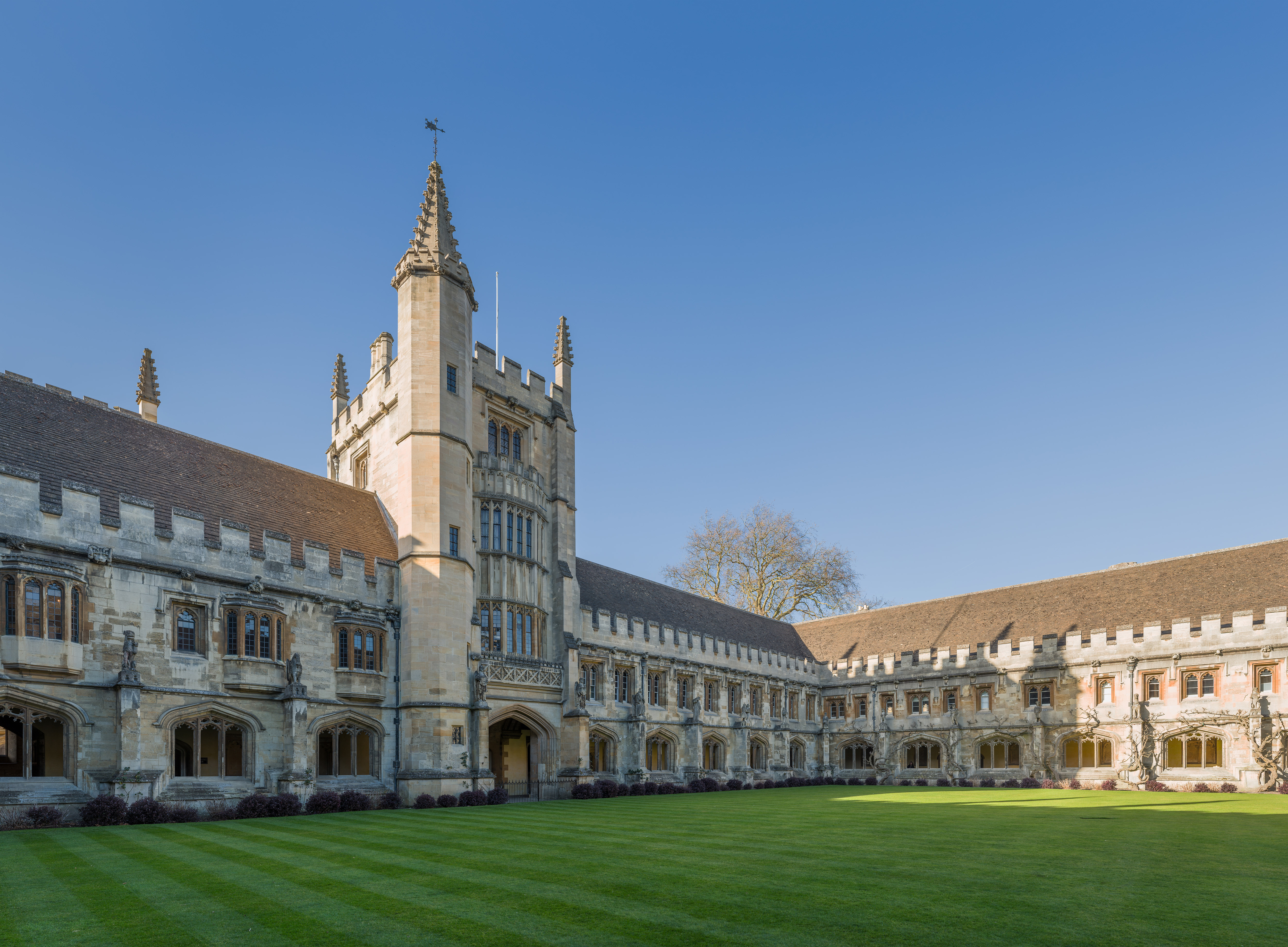
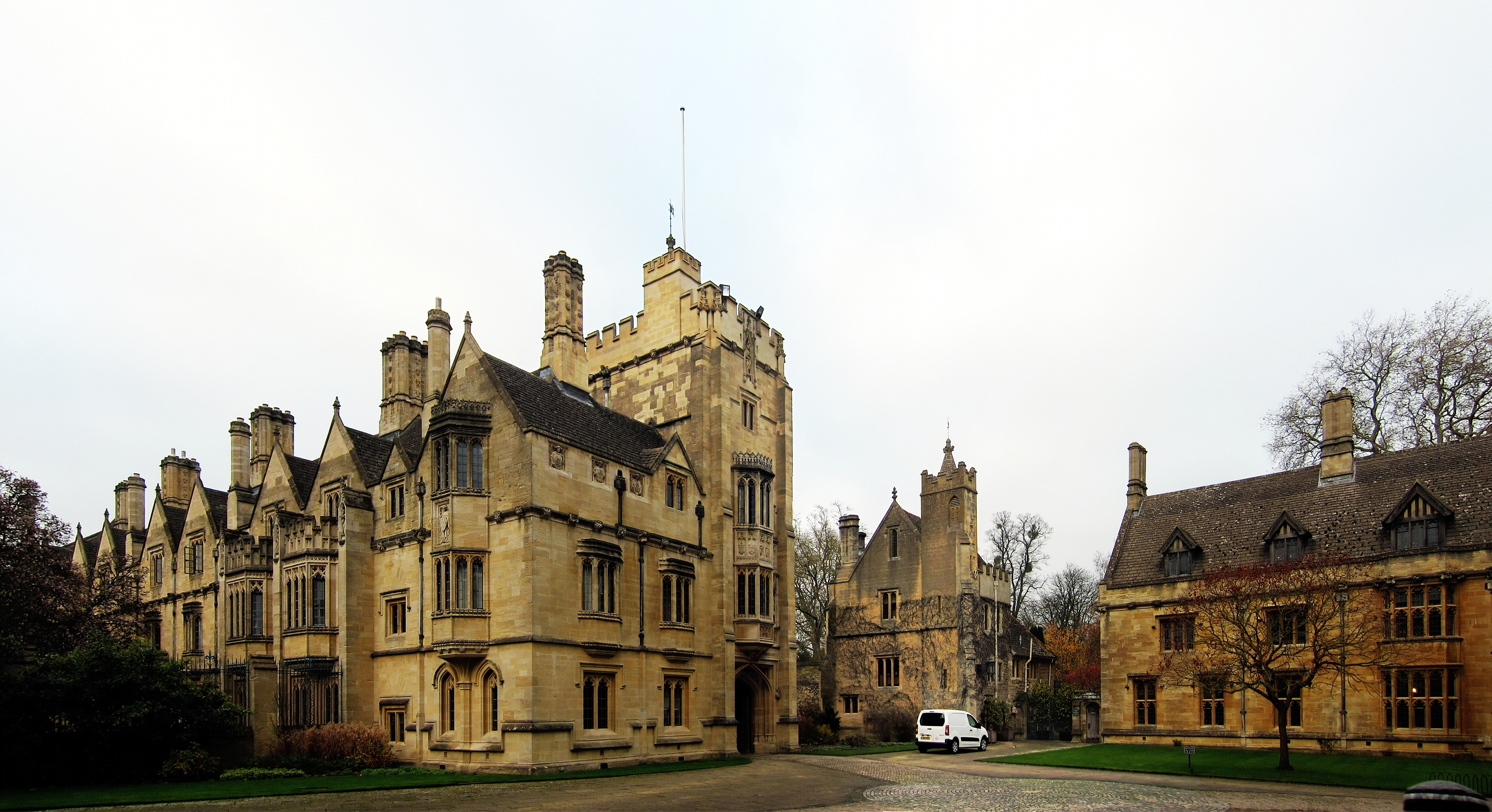
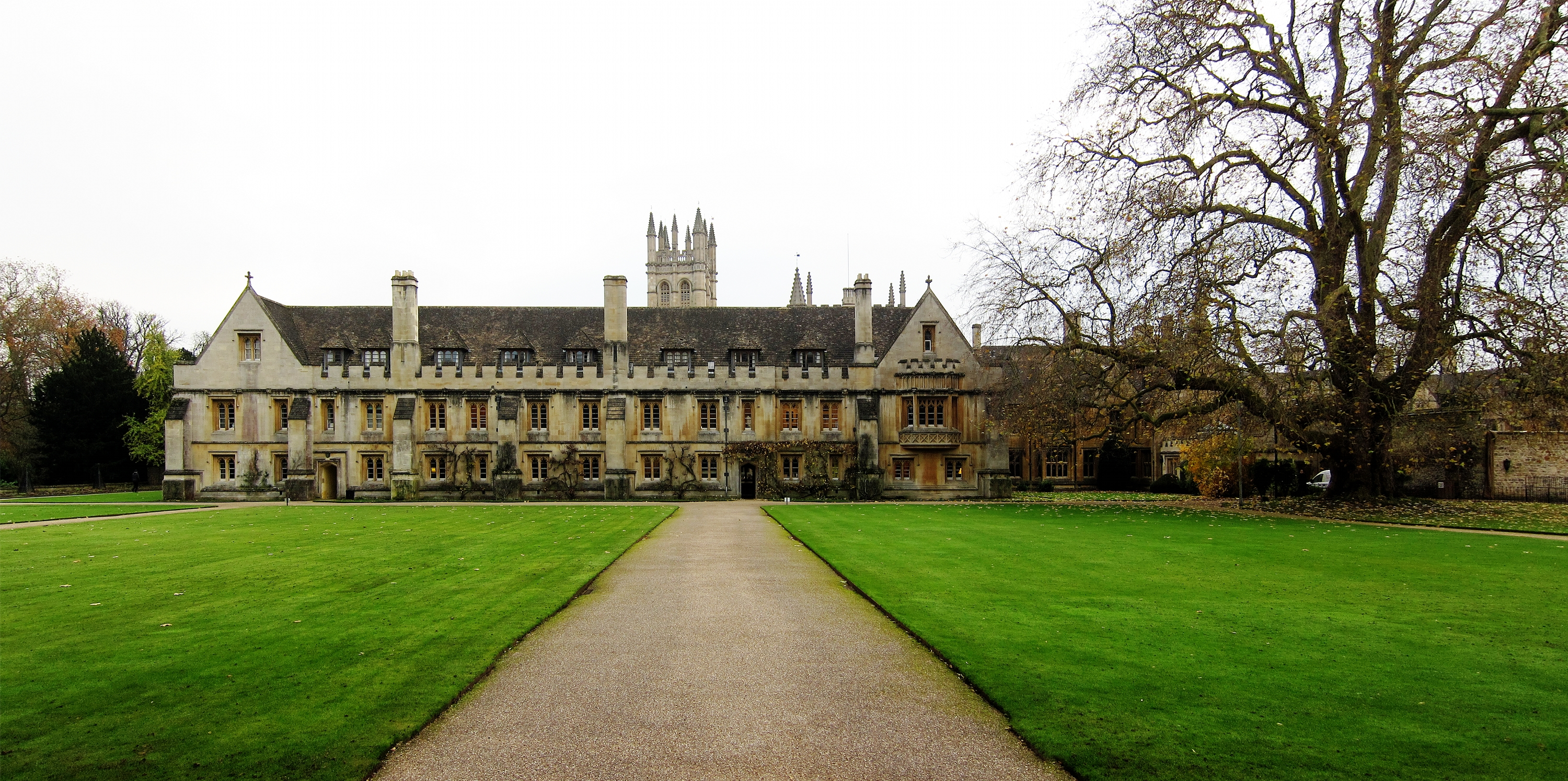
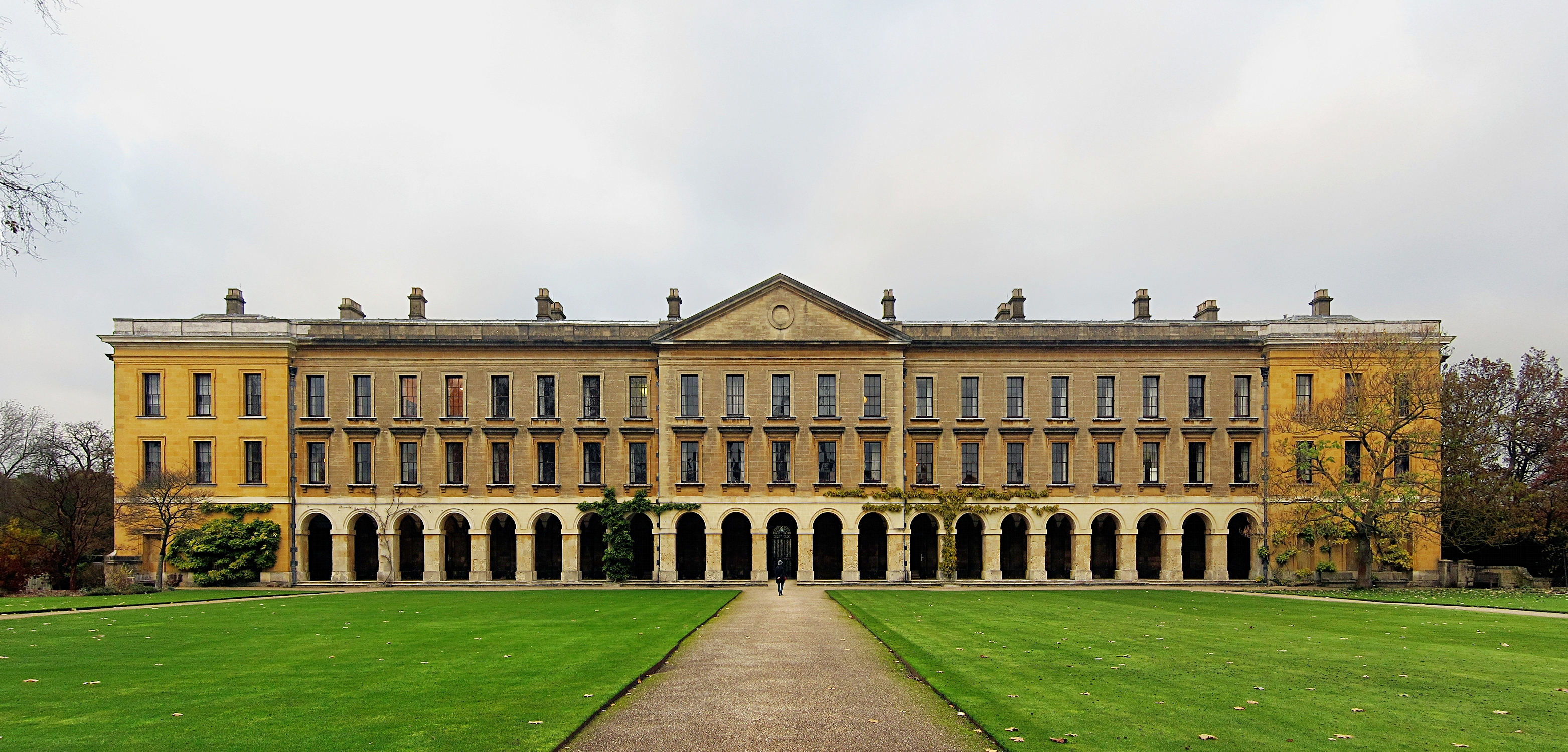
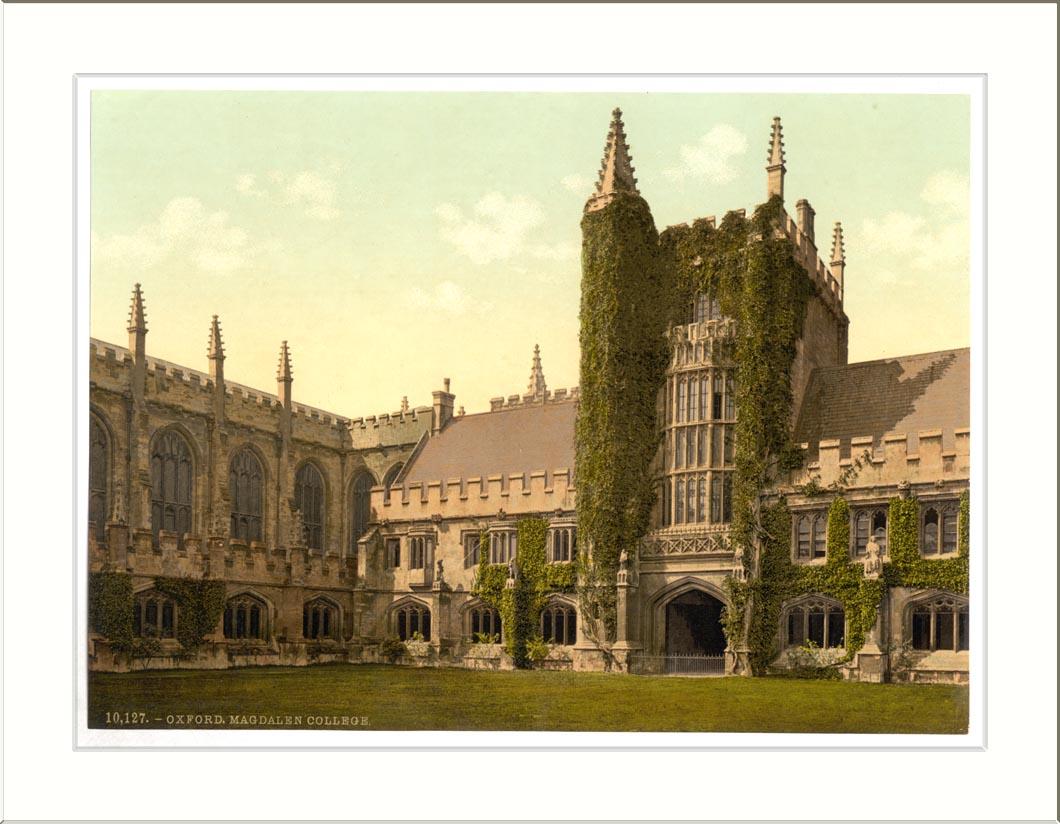
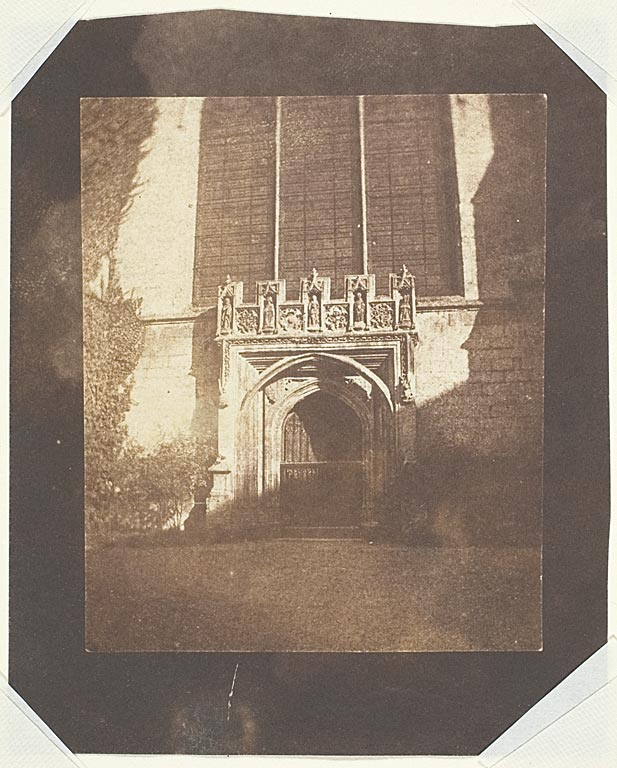
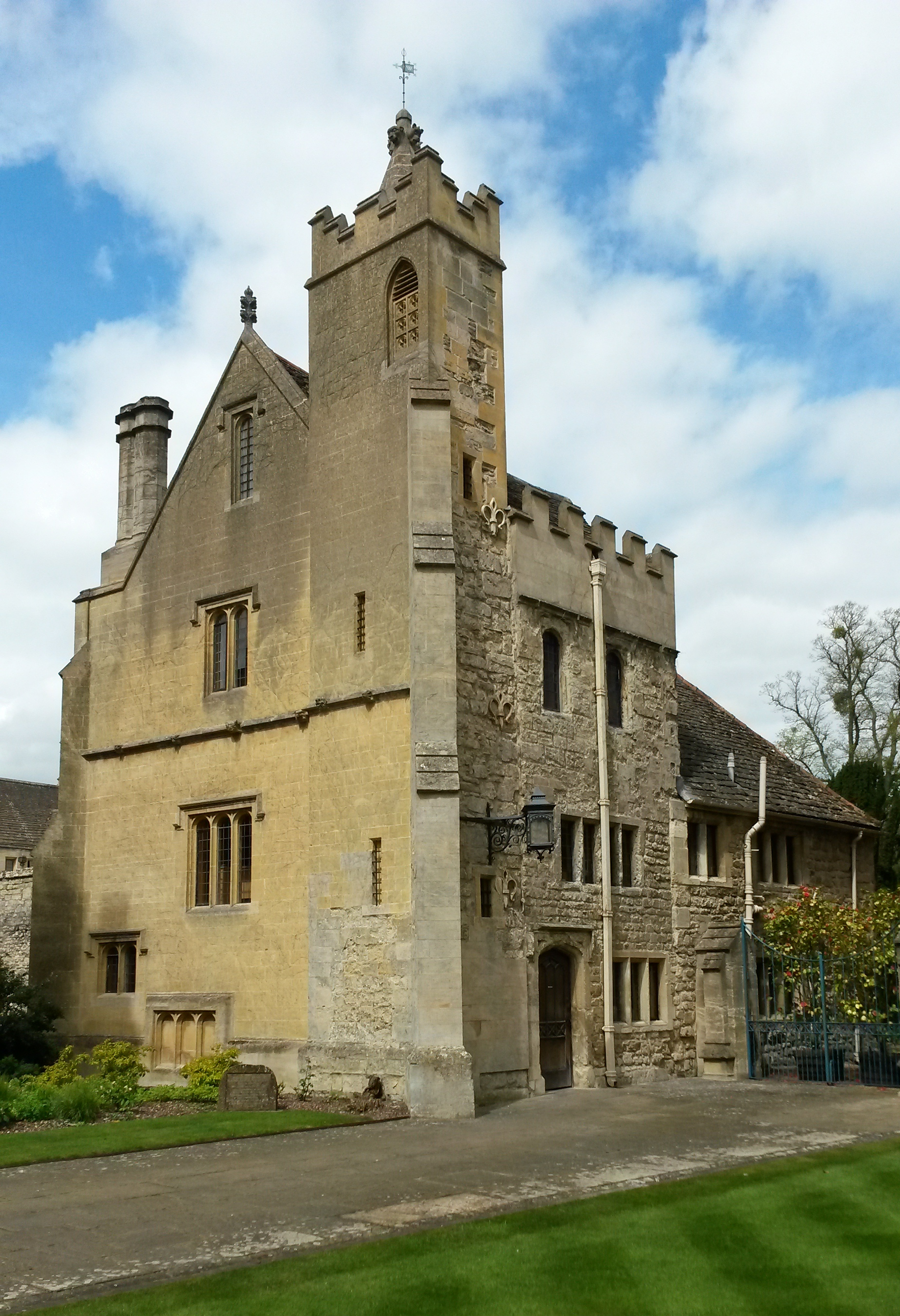
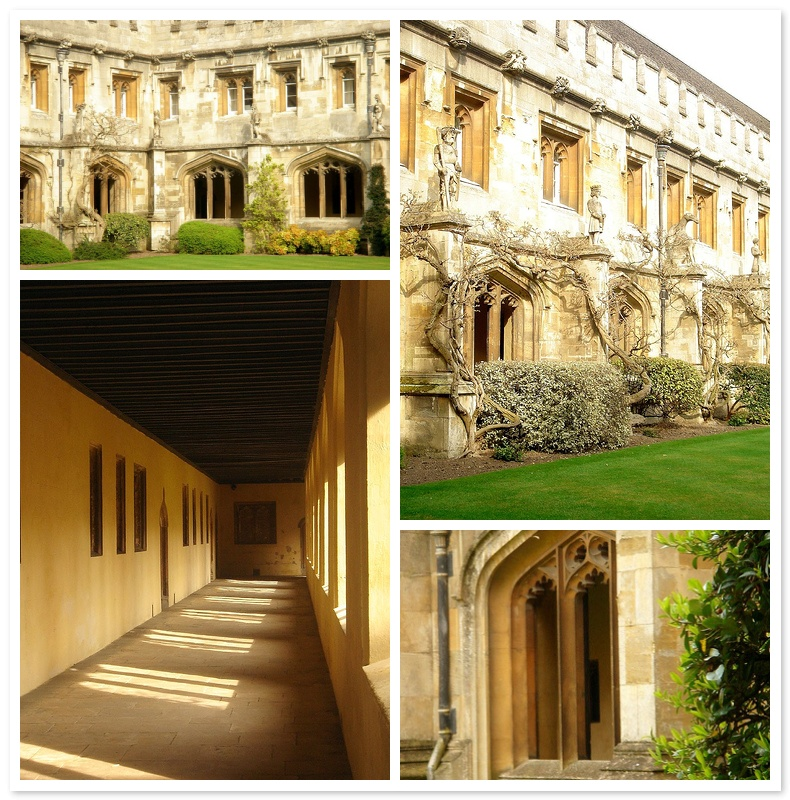